# 白尾蜂鸟
白尾蜂鸟（学名：Eupherusa poliocerca），是雨燕目蜂鸟科的一种鸟类。
白尾蜂鸟体重约4.8克，翼长约60.6毫米，嘴峰长约21.5毫米，喙宽度约2.3毫米，喙厚度约2.1毫米，跗蹠长约5.3毫米，尾长约38.2毫米。白尾蜂鸟在其分布区内为留鸟，其栖息在密集的高大树木组成的森林中，食性为草食性，主要食物来源是植物的花蜜。
白尾蜂鸟分布于墨西哥南部。该物种是单型物种，没有亚种分化。